# Sternberg-Institut für Astronomie
Koordinaten: 55° 42′ 3,8″ N, 37° 32′ 34,4″ O

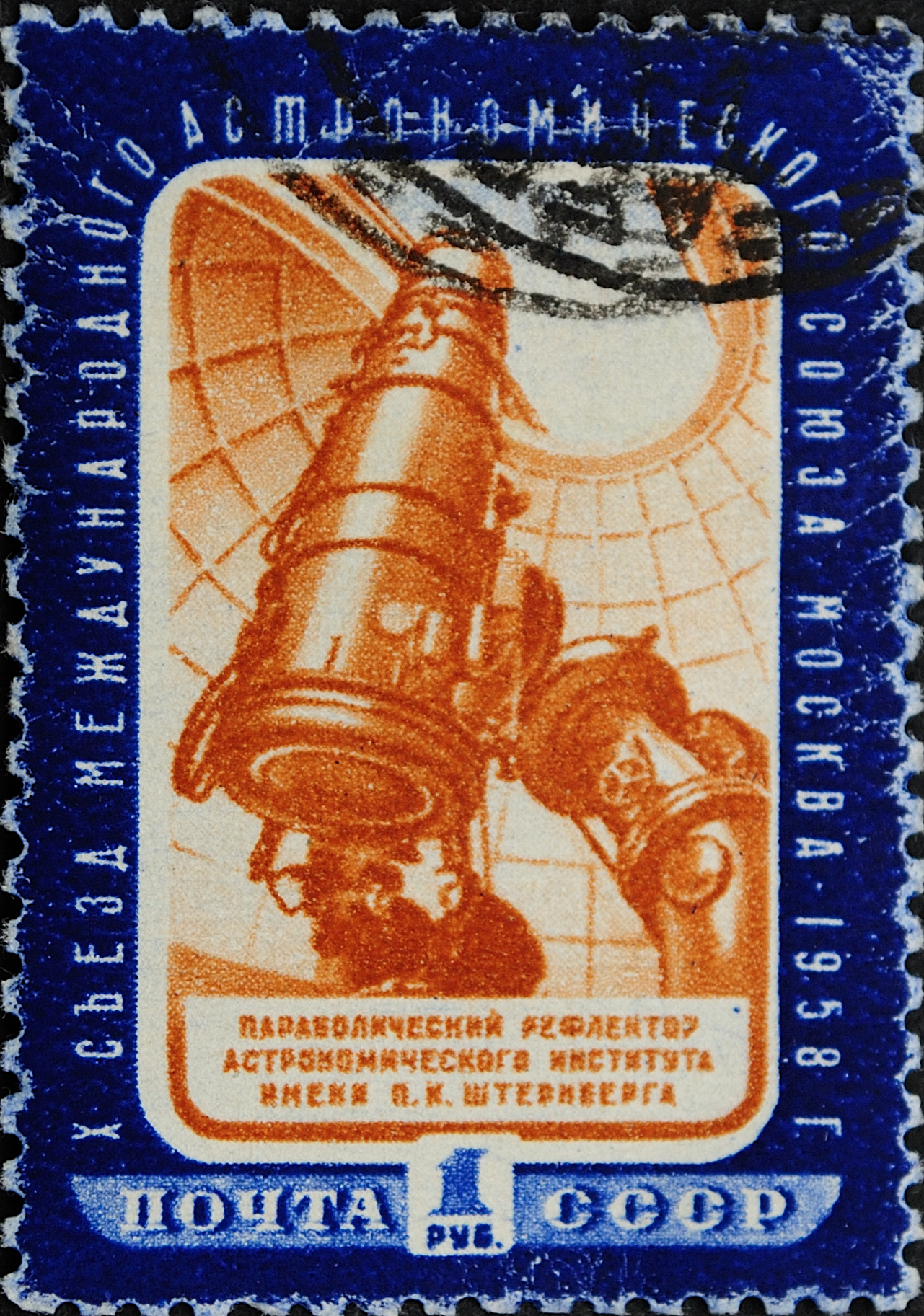
Teleskop des Instituts

Das Sternberg-Institut für Astronomie (russisch Государственный астрономический институт им. П. К. Штернберга (ГАИШ), engl. GAISh), benannt nach Pawel Karlowitsch Sternberg, ist ein Forschungsinstitut der Lomonossow-Universität in Moskau.
Das Institut wurde 1931 am Standort des Observatoriums der Universität gegründet. Wassili Grigorjewitsch Fessenkow. Der russische Astronom, Astrophysiker und Hochschullehrer Wassili Grigorjewitsch Fessenkow wurde 1922 Leiter des Staatlichen Astrophysikalischen Instituts Moskau, das 1931 das Sternberg-Institut für Astronomie (GAISch) wurde.
Der im Jahr 1969 entdeckte Asteroid (14789) GAISH ist nach ihm benannt worden.